# Gribehner Teiche
Die Gribehner Teiche sind ein geschützter Biotop in der Nähe von Calbe (Saale). Es befindet sich zwischen dem Wartenberg und der Saale. 
An dem heutigen Biotop befand sich im Mittelalter das heute verlassene Dorf Gribehne. Mit dem Einzug der industriellen Revolution in Calbe vor 150 Jahren wurde auch nördlich der Stadt Braunkohle zum Betrieb von Dampfmaschinen gefördert, diese Maßnahme wurde von Karl Leopold Fabian vorangetrieben. Von 1854 bis etwa 1864 betrieben hier die Tuchfabrikanten Gebrüder Nicolai und andere Aktionäre die Gruben Emma und Charlotte. Wegen zu intensiv eindringenden Grundwassers mussten die Anlagen bald aufgegeben werden. Das Erdreich sackte in die verlassenen Stollen ein, und das in die entstandenen Löcher nachlaufende Wasser bildete das heute unter dem Namen Gribehner Teiche bekannte Gewässer- und Sumpfgelände. 